# كلنكر إسمنتي

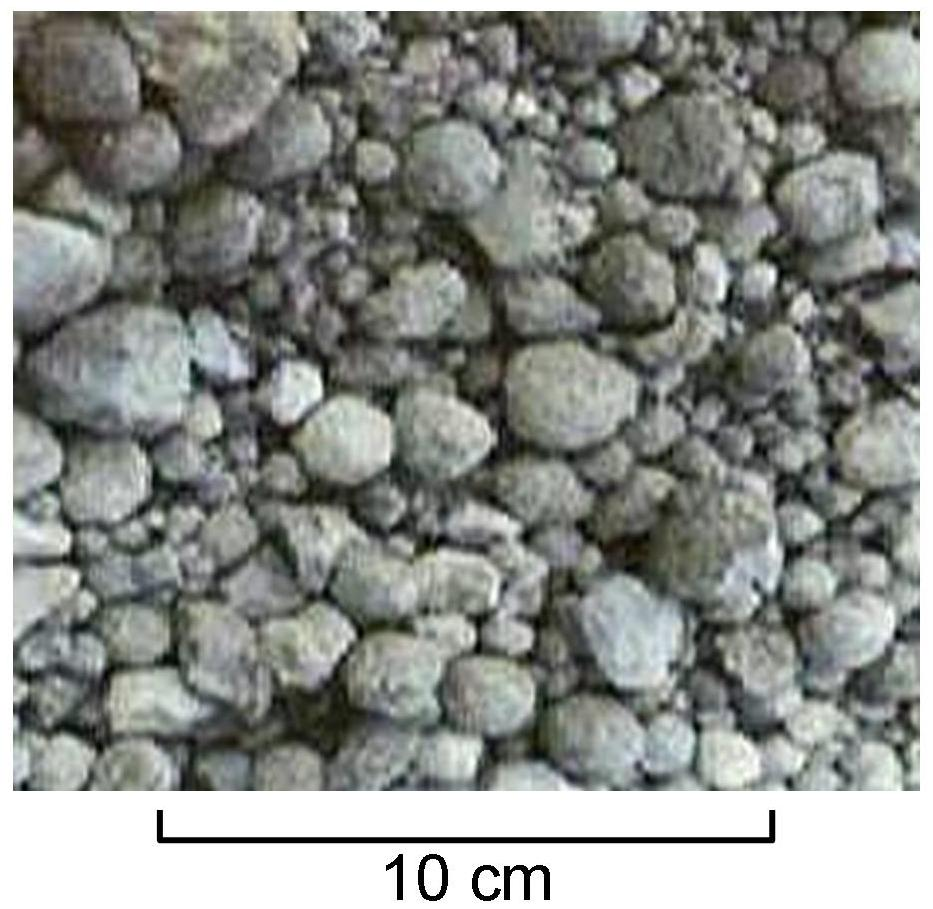
عقيدات الكلنكر النموذجية

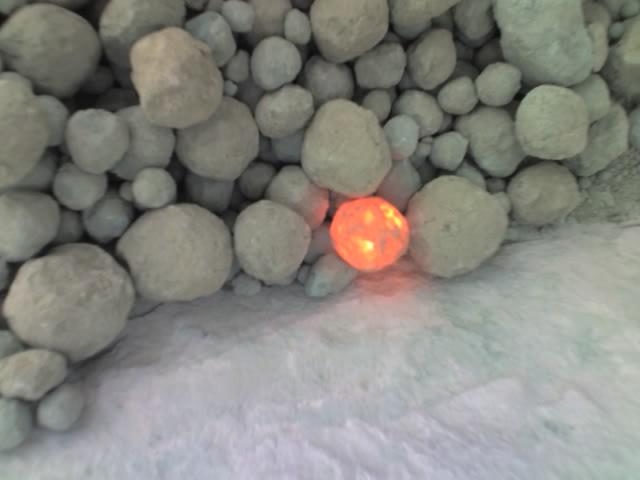
كلنكر ساخن

الكلنكر الإسمنتي هو مادة صلبة تنتج في صناعة الأسمنت البورتلاندي كمنتج وسيط. تنتج الكلنكر على شكل كتل أو عقيدات، يبلغ قطرها عادة 3 ملم (0.12 بوصة) إلى 25 ملم (0.98 بوصة). يتم إنتاجه عن طريق التلبد (الصهر معًا دون الذوبان إلى حد التميع) من الحجر الجيري ومواد الألمنيوم سيليكات مثل الطين أثناء مرحلة خبز الأسمنت.

## التكوين والتحضير
يتكون الكلنكر من سيليكات الكالسيوم المختلفة بما في ذلك الأليت والبلايت. ثلاثي ألومينات الكالسيوم وألومينات فريت الكالسيوم. غالبًا ما يتم إنشاء هذه المكونات في الموقع عن طريق تسخين أنواع مختلفة من الطين والحجر الجيري.يتم تصنيع الكلنكر الأسمنتي البورتلاندي عن طريق تسخين خليط متجانس من المواد الخام في فرن دوار عند درجة حرارة عالية. تتراكم منتجات التفاعل الكيميائي معًا عند درجة حرارة التلبد، حوالي 1450 درجة مئوية (2640 درجة فهرنهايت). لا يوجد أكسيد الألومنيوم وأكسيد الحديد إلا كتدفق لتقليل درجة حرارة التلبيد والمساهمة في قوة الأسمنت قليلاً. بالنسبة للإسمنتات الخاصة، مثل أنواع الحرارة المنخفضة (LH) ومقاومة الكبريتات (SR)، من الضروري الحد من كمية ألومينات ثلاثي الكالسيوم المتكونة. عادة ما تكون المادة الخام الرئيسية لصنع الكلنكر مختلطة من الحجر الجيري مع مادة ثانية تحتوي على الطين كمصدر للسيليكات الألومينية. عادة، يتم استخدام الحجر الجيري النجس الذي يحتوي على الطين أو ثاني أكسيد السيليكون (SiO2). يمكن أن يكون محتوى كربونات الكالسيوم (CaCO3) من هذه الأحجار الجيرية منخفضًا حتى 80 ٪. تعتمد المواد الخام الثانية (المواد الموجودة في المواد الخام بخلاف الحجر الجيري) على نقاء الحجر الجيري. بعض المواد الخام الثانية المستخدمة هي: الطين، الصخر الزيتي، الرمل، خام الحديد، البوكسيت، الرماد المتطاير. يتم فحص سطح الكلنكر وتفاعلاته في المحاليل الإلكتروليتية المختلفة عن طريق مسح مجهر إلكتروني ومجهر القوة الذرية.

## الاستخدامات
يطحن الكلنكر الأسمنتي البورتلاندي إلى مسحوق ناعم ويستخدم كموثق في العديد من منتجات الأسمنت. في بعض الأحيان يضاف القليل من الجبس. يمكن أيضًا دمجه مع المكونات النشطة الأخرى أو الخلطات الكيميائية لإنتاج أنواع أخرى من الأسمنت بما في ذلك:
- أسمنت ركام المعدن من سطح الأرض المنفجر بالفرن
- أسمنت البوزولانا
- أسمنت السيليكا

الكلنكر، إذا تم تخزينه في ظروف جافة، يمكن الاحتفاظ به لعدة أشهر دون فقدان ملحوظ للجودة. وبسبب هذا، ولأنه يمكن التعامل معها بسهولة عن طريق معدات مناولة المعادن العادية، يتم تداول الكلنكر دوليًا بكميات كبيرة. عادة ما يقوم مصنعو الأسمنت الذين يشترون الكلنكر بطحنه كإضافة إلى الكلنكر الخاص بهم في مصانع الأسمنت الخاصة بهم. يقوم المصنعون أيضًا بشحن الكلنكر إلى مصانع الطحن في المناطق التي لا تتوفر فيها المواد الخام لصنع الأسمنت.

## مساعدات طحن الكلنكر
يضاف الجبس إلى الكلنكر في المقام الأول كمادة مضافة تمنع إعدادات الفلاش للإسمنت، ولكنه أيضًا فعال جدًا لتسهيل طحن الكلنكر عن طريق منع التكتل وطلاء المسحوق على سطح الكرات وجدار المطحنة.
غالبًا ما تتم إضافة المركبات العضوية كمساعدات طحن لتجنب تكتل المسحوق. يستخدم ثلاثي الميثانول أمين (TEA) بشكل شائع عند 0.1% من وزنه. وأثبتت فعاليتها للغاية. تستخدم إضافات أخرى أحيانًا، مثل إيثيلين جلايكول وحمض الأوليك وسلفونات دوديسيل بنزين.

## التحويل إلى معجون أسمنتي
عند المعالجة بالماء، يتفاعل الكلنكر لتكوين هيدرات تسمى معجون الأسمنت. عند وقوف العجينة يبلمر كما يتضح من التصلب.

## المساهمة في الاحتباس الحراري
اعتبارًا من عام 2018، ساهم إنتاج الأسمنت بنحو 8% من جميع انبعاثات الكربون في جميع أنحاء العالم، مما ساهم بشكل كبير في الاحتباس الحراري. تم إنتاج معظم هذه الانبعاثات في عملية تصنيع الكلنكر.